# Dominikanski samostan i crkva Sv. Križa na Čiovu
Dominikanski samostan i crkva Sv. Križa je rimokatolički samostan s crkvom na otoku Čiovu u mjestu Arbaniji, Trg Nikole Milinovića br. 1. Posvećen je Svetom Križu. Vode ga dominikanci. Čine cjelinu koja je zaštićeno kulturno dobro

## Opis dobra
Dominikanski samostan s crkvom Sv. Križa podignut je na sjevernoj obali otoka Čiova 1432. godine. Crkva je izdužena jednobrodna građevina s pravokutnom apsidom, a nadsvođena je prelomljenim svodom. Lijevo od crkve je hospicij koji je u prizemlju građen poput otvorene lođe. Arkade sa šiljatim lukom nose mramorni i kameni polustupovi. Nad prizemljem je dijelom sačuvan oslikani drveni kasetirani strop. U prizemlju s istočne strane klaustra je dvorana kapitula, a sa zapadne strane refektorij. Na stropu kapitula je vrijedan oslikani drveni gotički kasetirani tabulat. Refektorij ima drveni gotički strop. Zapadno od samostana je ograđeni vrt sa šetnicama iz kojeg se išlo u spremište za lađe.
Nalazi se na stjenovitoj sjevernoj obali. Predio na kojem se nalazi zvao se Zizmana Gniviza. Na južnoj strani samostana je jednobrodna crkva pačetvorinaste apside Sv. Križa odnosno posvećena Uzačašću Kristovu.
Inicijativa je potekla od trogirskog dominikanca Nikole Milinovića koji je potaknuo Trogirane neka kontaktiraju s papom radi izgradnje samostana. Papa Eugen IV. je pristao i izdao bulu. Mletački dužd Franceso Foscari dao je dopuštenje. Samostan je utemeljen je 1432. na osnovu papine bule.
Gradske vlasti u Trogiru dodijelile su dominikancima zemljište za samostan strogoga redovničkog opsluživanja. Zemljište koje su im dali bilo je neplodno i nenastanjeno. Dimenzije dodijeljenog zemljišta bilo je 15 trogirskih vretena dugo i 10 trogirskih vretena široko. Na to je trogirski biskup Toma Tommasini dao ovlaštenje ovlastio je Milinovića za gradnju samostana i pratećih objekata: crkve, zvonika, groblja, dormitorija, kuće i potrebnih radionica.
1451. je godine samostan bio najvećim dijelom izgrađen. Redovnici su se uselili, a sa sobom su doveli albanskih obitelji kao težake radi obrade zemlje. Po njima se nazvalo obližnje naselje Arbanija. Samostan ima i hospicij u vrtu. Samostanski sklop imao je crkveno pjevalište, perivoj, refektorij, kapitul. Mogao je primiti dvadesetak redovnika.
Apostolski vizitator Valier zabilježio je 1579. da je ovdje glavni je oltar bio posvećen Sv. Križu, lijevi oltar Bogorodici Ružarija, a desni oltar sv. Jeleni. Osobito je bilo štovano drveno raspelo koje je izradio Juraj Petrović.
1600. se godine ovdje zbio mali epohalni događaj: iz Kristovih je rana na raspelu u ovom samostanu prokapala krv, što je za posljedicu imalo da je samostan postao jedno od najznačajnijih svetišta Dominikanske provincije Dalmacije. Dani osobita hodočašća bili su Veliki petak i Spasovo. Uz raspelo bila su ex vota, a bile su i razne relikvije koje je osnivač Nikola Milinović prikupio kad je radio na osnivanju ovog samostana: prst sv. Tome Akvinskoga, prst sv. Petra Mučenika, ruke sv. Leona biskupa, sv. Ivana Krstitelja, sv. Jone i Danijela te sv. Andrije.
Za mletačke vlasti bio je jakim mjestom redovničkog i intelektualnog formiranja mladih redovnika koji su tu bili u novicijatu ili ako su se teološki i filozofski obrazovali. Samostan je imao bogatu knjižnicu.
Napoleonova osvajanja rezultirala su osipanjem samostana, pa je spao na samo par redovnika, a 1852. ostao je bez osoblja. Iste je godine ukinut, dok je samostanska crkva u funkciji. Uoči drugog svjetskog rata samostan je oživio. Ondje su djelovale dominikanke koje su u njemu vodile Misijsku kuću antimalaričnog lječilišta za djecu. Od 1957. samostan opet oživljava, ali kao sjedište župe Žedno-Arbanija.
Velikosrbi su u rušilačkom pohodu na katoličko i hrvatsko napali i ovaj hrvatski otok. U ratu za hrvatsku neovisnost 1991. – 1992. bombardirali su četiri dominikanska samostana: Gruž, Čelopeke, Dubrovnik s 27 izravnih pogodaka, a među njima i čiovski dominikanski samostan Sv. Križa u mjestu Arbaniji.

## Zaštita
Pod oznakom Z-3492 zavedeni su kao nepokretno kulturno dobro - pojedinačno, pravna statusa zaštićena kulturnog dobra, klasificirano kao "sakralno-profana graditeljska baština".